# Маргьорит дьо Валоа
Маргьорит дьо Валоа (на френски: Marguerite de Valois), позната повече като Кралица Марго (на френски: la Reine Margot), е кралица на Франция и Навара, първа съпруга на крал Анри IV.

## Ранни години (1553 – 1572)
Маргьорит, наричана от братята си на галено Марго, е родена на 14 май 1553 в Шато дьо Сен Жармен ан Ле. Тя е дъщеря на крал Анри II и Катерина де Медичи. Трима от братята ѝ, Франсоа II, Шарл IX и Анри III стават крале на Франция, сестра ѝ Елизабет е омъжена за краля на Испания.
Още като дете Маргьорит става известна с рядката си красота, независимия си характер и острия си ум. Принцесата получава изключително високо образование: изучава граматика, история, Светото писание, класическа литература. Учи италиански, испански, старогръцки и латински език. Увлича се по поезията, прозата, ездата и танците. През периода 1564 – 1566 заедно със семейството и кралския двор се присъединява към голямата обиколка на Франция, предприета от Шарл IX. През този период Маргьорит се запознава подробно със сложната политическа обстановка в страната, а от майка си усвоява тънкостите на политическото изкуство.
През 1570 г. Маргьорит започва авантюра с херцог Анри дьо Гиз – водач на Католическата лига във Франция и претендент за короната. Връзката им е разкрита, както и плановете им да сключат брак. Катерина Медичи обаче не дава и дума да се спомене за евентуален брак между Маргьорит и херцог Дьо Гиз, което би отворило пътя на последния към френския престол. Маргьорит е бита, а херцогът – прогонен от двореца. Въпреки това Маргьорит и Анри дьо Гиз запазват докрай чувствата си един към друг.
Катерина де Медичи предлага на испанския крал Филип II Маргьорит да се омъжи за сина му Карлос, но тези планове пропадат. След това кралицата планира да омъжи Марго за португалския крал Себастиан, но и този път преговорите за брак са неуспешни.
В крайна сметка Маргьорит е принудена да се омъжи за Анри дьо Бурбон, син на Жана д'Албре, протестантската кралица на Навара. Планираният брак трябвало да въдвори мир между католиците и хугенотите във Франция. Срещу брака се обявява майката на Анри, но тъй като тя умира преди сватбата, а по-голямата част от благородниците подкрепят този брак, сватбата се състои.

## Кралица на Навара (1572 – 1589)
На 18 август 1572 г. 19-годишната Маргьорит е омъжена за Анри дьо Бурбон, вече крал на Навара. Тъй като младоженецът е хугенот, той не е допуснат в църквата по време на бракосъчетанието, а от негово име пред олтара застава херцог Д'Анжу, братът на Маргьорит. На церемонията в Нотр Дам дьо Пари, когато Маргьорит е попитана дали взема за съпруг Анри дьо Навар, тя не отговаря нищо, поради което брат ѝ Шарл IX я удря по тила и неволно изтръгнатият от нея стон е изтълкуван като съгласие.
Само няколко дни след сватбата, на 24 август 1572 г., в Париж католиците извършват масово клане над хугенотите, известно като Вартоломеева нощ. Катерина де Медичи до последно държи дъщеря си в пълно неведение за подготвения погром и дори допуска възможността ако Маргьорит бъде убита заради брака си с хугенота Анри, това да послужи за дипломатическо оправдание за по-масова саморазправа с хугенотите. На 24 август обаче Маргьорит запазва самообладание и успява да оцелее като по чудо, спасявайки живота на няколко хугеноти, в това число и този на съпруга си, който е принуден да приеме католицизма, за да спаси живота си.
След близо четири години затворничество във френския двор Анри дьо Навар успява да избяга от Париж, изоставяйки Маргьорит, която е задържана като заложница, тъй като брат ѝ я подозира в съпричастие към бягството на съпруга ѝ. Поведението на Маргьорит в Париж скоро започва да скандализира двора и влошава отношенията на наварската кралица с майка ѝ и брат ѝ. През 1575 г. между Катерина де Медичи и Маргьорит избухва скандал и придворните слушат как Катерина крещи на дъщеря си, обвинявайки я за слуховете, че си е намерила нов любовник. Катерина дори изпраща наемни убийци да убият любовника на дъщеря ѝ, Бюси дьо Клермон, но той успява да избяга. През 1576 г. Анри III обвинява сестра си, че поддържа прекалено интимни отношения с една придворна дама. По-късно в мемоарите си кралица Марго заявява, че ако не била навременната намеса на майка ѝ, Анри щял да я убие.
През 1577 г. Маргьорит е пратена на дипломатическа мисия в Испанска Фландрия, която по това време е обхваната от освободително движение. Там тя трябва да подготви почвата за възкачването на по-малкия ѝ брат Франсоа, претендент за короната на Фландрия. Във Фландрия наварската кралица провежда успешни преговори с профренски ориентираните благородници, но едва успява да се спаси от отрядите на Дон Хуан Австрийски, който според слуховете бил влюбен в нея.
През 1578 г. френският крал сключва временно примирие с хугенотите и разрешава на Маргьорит да се присъедини към съпруга си. През следващите три години и половина Маргьорит и Анри дьо Навар водят скандален живот в град По, заобиколени от множество любовници.
След едно боледуване през 1582 г. по настояване на майка ѝ Маргьорит се завръща във френския двор. Скоро обаче поведението ѝ скандализира брат ѝ Анри III, който я обвинява, че вместо да работи за интересите на семейството като политически посредник с Наварския двор, тя продължава да поддържа безразборни любовни връзки със собствените му придворни. Така кралят принуждава сестра си да напусне двореца. След дълги преговори кралица Марго получава позволение да се завърне в Навара, но там ѝ е оказан хладен прием. През 1584 умира Франсоа д'Алансон, наследник на френската корона, а следващият в линията на унаследяване се оказва Анри дьо Навар, което му позволява да се отърве от посредничеството на Маргьорит при преговорите с френския двор и самостоятелно да диктува условията си на крал Анри III. Твърдо решена да преодолее трудностите, Маргьорит организира преврат и узурпира властта над Ажен, който е част от зестрата ѝ в Южна Франция. Там тя се обявява за член на Католическата лига и възобновява връзката си с Анри дьо Гиз. Така кралицата на Навара става противник едновременно на съпруга си и на брат си. Скоро обаче жителите на града въстават срещу Маргьорит, която е принудена да търси спасение в замъка Карлат. През 1586 г., след неуспеха на аженската авантюра, Маргьорит е затворена в замъка Усон в Оверн по заповед на крал Анри III. Там кралицата на Навара прекарва единадесет години. В действителност положението ѝ на затворник трае едва два месеца. Херцог дьо Гиз подкупва коменданта на замъка и посещава свободно Маргьорит, а швейцарската гвардия ѝ се заклева във вярност. Така Маргьорит успява да превърне затвора си в малък кралски двор. Анри дьо Гиз обаче е убит през 1588 г., а през 1589 г. умира и брат ѝ Анри III.

## Кралица на Франция (1589 – 1615)
През 1589 г. Анри дьо Навар се възкачва на френския престол, а като негова съпруга Маргьорит официално става кралица на Франция. Въпреки това на Маргьорит не ѝ е позволено да напусне Усон и остава там до 1605 г. През 1592 г. между Анри IV и Маргьорит започват преговори за разтрогване на брака им, които приключват успешно с подписване на споразумение, което позволява на Маргьорит да запази титлата си на френска кралица дори и след развода. На 30 октомври 1599 папа Климент VIII официално разтрогва бездетния брак на Маргьорит и Анри IV. По това време Маргьорит започва да пише мемоарите си, в които разказва много подробности за отношенията между братята ѝ и бившия ѝ съпруг. Спомените ѝ са публикувани през 1645 г. и скандализират парижкото общество.
През целия си живот енергичната Маргьорит поддържа безразборни любовни връзки с много мъже, най-известните от които са Жозеф Бонифас дьо Ла Мол и Луи д`Амбоаз.
Към края на живота си кралицата обеднява значително. Притискана от кредитори, тя е принудена да продаде бижутата си.
След като се помирява с бившия си съпруг и втората му жена, друг представител на фамилията Медичи – Мария де Медичи, Маргьорит се връща в Париж. Обкръжена от множество любовници, някои от които много по-млади от нея, Маргьорит продължава да се носи из вихрите на политическия живот във френската столица, като взема участие във важни политически събития. Официално тя продължава да бъде член на кралското семейство и носи титлата кралица на Франция, а като последен представител на рода Валоа е почитана и като легитимен наследник на кралския дом. Анри IV поддържа тесни отношения с бившата си съпруга и често ѝ възлага организацията на големи дворцови мероприятия в духа на двора от времето на династията Валоа. Втората съпруга на Анри IV, Мария де Медичи, често се ползва от съветите на Маргьорит. Кралица Марго дори полага грижи за децата на Анри IV, с които изгражда близки отношения.
След убийството на Анри IV през 1610 г. Маргьорит полага неимоверни усилия за предотвратяването на нова кръвопролитна гражданска война.
Маргьорит умира в Париж на 27 май 1615 г. и е погребана в криптата на Валоа. Завещава имуществото си на крал Луи XIII, сина на Анри от втората му жена – Мария де Медичи, когото обича като собствено дете.
Образът на кралица Марго е увековечен в романа на Александър Дюма „Кралица Марго“. Романът е екранизиран през 1994 г., а ролята на Маргьорит в него е изиграна от Изабела Аджани.